# توري دي سانتا ماريا
بلدية توري دي سانتا ماريا (بالإسبانية: Torre de Santa María)‏، هي بلدية تقع في مقاطعة قصرش والتي تقع في منطقة إكستريمادورا، غرب إسبانيا.
يبلغ عدد سكانها 711 نسمة وفقاً لإحصائية سنة (2002).